# وندل فیلیپس

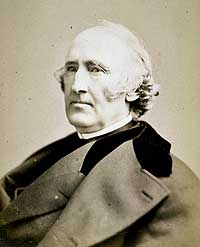
وندل فیلیپس

وندل فیلیپس (به انگلیسی: Wendell Phillips) (زادهٔ ۲۹ نوامبر ۱۸۱۱- مرگ ۲ فوریه۱۸۸۴) مخالف برده‌داری، پشتیبان بومیان آمریکا و سخنران آمریکایی بود. او سخنران برجسته‌ای بود که با سخنانش آشوب برپا می‌ساخت. وی همچنین سخن‌رانی توانا و وکیل بود.

## کارنامه

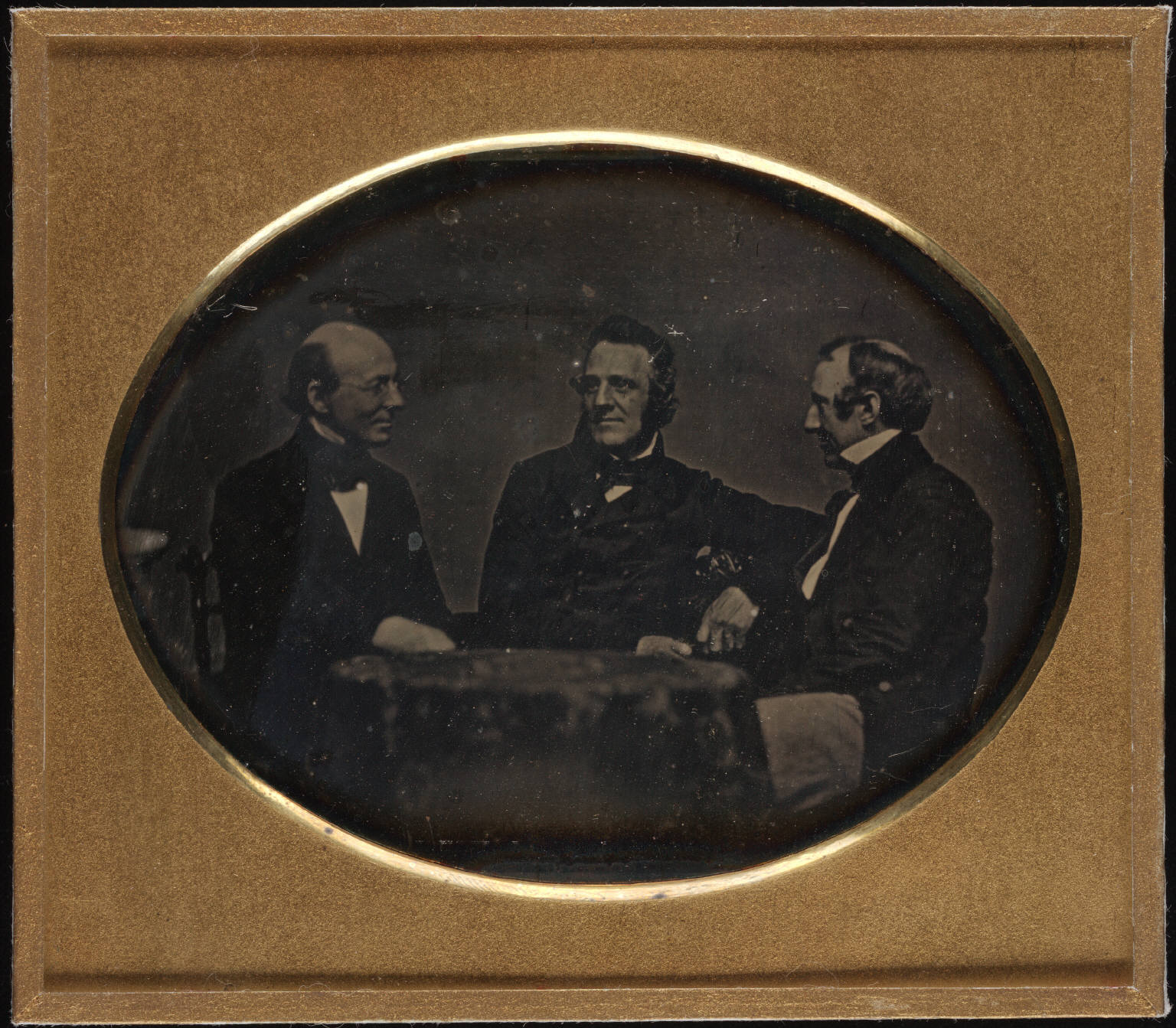
او از هواداران جدایش آمریکا به دو بخش کنفدراسیون هوادار برده‌داری و ایالات متحدهٔ آزاد بود

او به جامعه ضد برده‌داری آمریکا پیوسته‌بود و تحصیلاتش در زمینهٔ حقوق را کنار گذشته و در راستای نبرد با برده‌داری دست به یک سری سخنرانی‌ها زد. او مانند بسیاری از همسنگرانش پوشیدن جامه‌های از جنس پنبه و خوردن شکری را که از نیشکر به‌دست امده بود نهی می‌کرد چرا که هر دوی این فراورده‌ها با نیروی بردگان به دست می‌آمد.
او بر این باور بود که بیداد نژادی پایه‌ریز همهٔ بزه‌های اجتماعی‌است. او به قانون اساسی آمریکا که برده‌داری را می‌پذیرفت می‌تاخت.
او از هواداران جدایش آمریکا به دو بخش کنفدراسیون هوادار برده‌داری و ایالات متحدهٔ آزاد بود؛ از این رو وی با گزینش دوبارهٔ آبراهام لینکلن به ریاست جمهوری آمریکا مخالف بود چرا که لینکلن مخالف تجزیهٔ آمریکا و حفظ اتحاد و محو تدریجی برده‌داری در این کشور بود.
پس از اصلاحیه پانزدهم قانون اساسی آمریکا در ۱۸۷۰ که به سیاهان حق رای می‌داد؛ فیلیپس کوششش را بر زمینه‌های دیگری چون حق رای زنان، حق رای همگانی، هواداری از جلوگیری از مصرف نوشیدنی‌های الکلی و جنبش کار تمرکز داد. کوشش‌های او برای دادن حق برابر به سرخ‌پوستان سبب همواری راه اهدای شهروندی به ایشان گردید.

در ۱۹۰۴ دبیرستان وندل فیلیپس در شیکاگو، ایلینوی به افتخار او نام‌گذاری‌شد. گفتاورد زیر از اوست: 
آنچنان که باروت برای جنگ فراهم آمده ماشین چاپ هم برای مغز پدیدآمده‌است.